# Mutterstadt
Mutterstadt este o comună din landul Renania-Palatinat, Germania.